# UX Андромеды
UX Андромеды (лат. UX Andromedae) — одиночная переменная звезда в созвездии Андромеды на расстоянии (вычисленном из значения параллакса) приблизительно 1674 световых лет (около 513 парсеков) от Солнца. Видимая звёздная величина звезды — от +9,9m до +8,2m.

## Характеристики
UX Андромеды — красный гигант, пульсирующая полуправильная переменная звезда типа SRB (SRB) спектрального класса M6III. Эффективная температура — около 3293 K.